# 林哲瑄
林 哲瑄（リン・ジェシュエン、1988年9月21日 - ）は、台湾（中華民国）の花蓮県出身のプロ野球選手（外野手）。現在は、CPBLの富邦ガーディアンズに所属している。

## 経歴

### レッドソックス時代
2007年6月8日にボストン・レッドソックスとマイナー契約を結ぶ。
2008年シーズン途中に8月に北京オリンピックに野球チャイニーズタイペイ代表に選出された。また、オールスター・フューチャーズゲームではMVPを獲得した。尚、前年の胡金龍に続いて2年連続の台湾人によるMVPだった。
2009年開幕前の3月に開催された第2回ワールド・ベースボール・クラシック(WBC)のチャイニーズタイペイ代表に選出された。
2010年オフの11月に開催された広州アジア競技大会の野球チャイニーズタイペイ代表に選出された。
2011年はAAA級ポータケット・レッドソックスでプレーした。オフの11月18日にドレイク・ブリットン、ウィル・ミドルブルックスとともに40人ロースターに登録された。
2012年3月9日にレッドソックスと1年契約に合意。3月16日にAAA級ポータケットへ異動した。4月14日に怪我をしたジャコビー・エルズベリーの代役としてメジャーへ昇格し、同日にメジャーデビューを果たした。台湾人メジャーリーガーとしては8人目の快挙となった。5月21日の対ボルチモア・オリオールズ戦でトロイ・パットンから、メジャー初安打を記録した。10月17日に、サンディ・ロザリオを40人枠に入れるために戦力外となった。

### アストロズ傘下時代
2012年10月26日にヒューストン・アストロズへウェーバーで移籍した。12月19日に戦力外となり、12月21日にAAA級オクラホマシティ・レッドホークスへ降格した。
2013年1月14日に第3回WBC本戦のチャイニーズタイペイ代表に選出された。
シーズンではAAA級オクラホマシティで121試合に出場。3本塁打42打点19盗塁、打率.234だった。メジャー昇格のないまま11月5日にFAとなった。
オフ11月には台湾で開催された「2013 BASEBALL CHALLENGE 日本 VS チャイニーズ・タイペイ」のチャイニーズタイペイ代表に選出された。

### レンジャーズ傘下時代
2013年12月15日にテキサス・レンジャーズとマイナー契約を結んだ。
2014年シーズンから投手に転向した。

### 独立リーグ・高知時代
2015年3月5日に日本を活動拠点とする四国アイランドリーグplusの高知ファイティングドッグスへ外野手として入団した。前期シーズンは34試合に出場し、打率.230、2本塁打、3打点を記録した。

### 義大・富邦時代
2015年6月29日に行われたCPBLのドラフト会議において義大ライノズ（後の富邦ガーディアンズ）から1位指名を受けた。後期シーズン開始後の8月12日、義大ライノズへの移籍が発表された。
同年9月18日のLamigoモンキーズ戦に陽耀勲がリリーフ投手として登板し、内角に足指への死球を投じられ、全治八週間の傷を負わせられたため、第1回WBSCプレミア12のチャイニーズタイペイ代表を断念した。
2017年1月23日に第4回WBCのチャイニーズタイペイ代表に選出された。7月22日に高國輝が負傷で登録抹消した際、代わりにキャプテンを務めた。
2019年は自己最多の112試合に出場し、270守備機会中、失策0で4年連続となるゴールデングラブ賞を獲得した。そしてオフには2019 WBSCプレミア12に出場し、同大会のオーストラリア戦（東京ドーム）では勝利を決定づける豪快なホームランを放った。
2020年は5月11日に肘の違和感で登録を抹消した。6月10日の中信兄弟戦で1軍復帰し、不安視されていた守備にも就いた。同月17日の中信兄弟戦で455守備機会ぶりに失策をし、2018年7月12日から続いていた連続無失策記録が途切れた。この記録はCPBL外野手最長記録となった。同月25日に成績不振で再び二軍へ降格した。下半季開幕戦となった7月24日の楽天モンキーズで「6番・中堅手」で約1ヶ月ぶりの復帰を果たし、2安打1打点を記録した。また9月・10月には月間打率.341を残した。10月16日の統一ライオンズで球場全体が本塁打と確信したフェンス際の打球を捕球し、話題となった。最終的には怪我もあり3年ぶりに2桁出場に留まった。

## 詳細情報

### 年度別打撃成績
| 年 度      | 球 団      | 試 合 | 打 席 | 打 数 | 得 点 | 安 打 | 二 塁 打 | 三 塁 打 | 本 塁 打 | 塁 打 | 打 点 | 盗 塁 | 盗 塁 死 | 犠 打 | 犠 飛 | 四 球 | 敬 遠 | 死 球 | 三 振 | 併 殺 打 | 打 率 | 出 塁 率 | 長 打 率 | O P S |
| ---------- | ---------- | ----- | ----- | ----- | ----- | ----- | -------- | -------- | -------- | ----- | ----- | ----- | -------- | ----- | ----- | ----- | ----- | ----- | ----- | -------- | ----- | -------- | -------- | ----- |
| 2012       | BOS        | 9     | 12    | 12    | 1     | 3     | 0        | 0        | 0        | 3     | 0     | 0     | 0        | 0     | 0     | 0     | 0     | 0     | 5     | 0        | .250  | .250     | .250     | .500  |
| 2015       | 義大 富邦  | 20    | 93    | 78    | 21    | 19    | 3        | 2        | 1        | 29    | 8     | 1     | 0        | 1     | 0     | 10    | 0     | 4     | 20    | 2        | .244  | .359     | .372     | .731  |
| 2016       | 義大 富邦  | 107   | 476   | 400   | 77    | 138   | 20       | 2        | 22       | 228   | 79    | 12    | 2        | 1     | 7     | 54    | 0     | 14    | 63    | 3        | .345  | .434     | .570     | 1.004 |
| 2017       | 義大 富邦  | 91    | 407   | 351   | 58    | 104   | 23       | 3        | 3        | 142   | 43    | 9     | 5        | 2     | 6     | 38    | 1     | 9     | 60    | 11       | .296  | .374     | .405     | .779  |
| 2018       | 義大 富邦  | 106   | 441   | 388   | 57    | 108   | 21       | 3        | 10       | 165   | 59    | 18    | 4        | 3     | 7     | 31    | 2     | 10    | 66    | 12       | .278  | .342     | .425     | .767  |
| 2019       | 義大 富邦  | 112   | 452   | 414   | 66    | 130   | 25       | 6        | 9        | 194   | 48    | 15    | 2        | 1     | 2     | 25    | 2     | 8     | 58    | 10       | .314  | .363     | .469     | .832  |
| 2020       | 義大 富邦  | 73    | 261   | 220   | 43    | 64    | 9        | 0        | 9        | 100   | 32    | 14    | 3        | 1     | 2     | 28    | 0     | 10    | 50    | 4        | .291  | .392     | .455     | .847  |
| 2021       | 義大 富邦  | 84    | 336   | 290   | 34    | 69    | 12       | 0        | 5        | 96    | 23    | 13    | 4        | 1     | 2     | 34    | 0     | 9     | 58    | 5        | .238  | .334     | .331     | .665  |
| 2022       | 義大 富邦  | 38    | 135   | 119   | 9     | 29    | 6        | 0        | 1        | 38    | 4     | 5     | 1        | 1     | 1     | 13    | 0     | 1     | 20    | 2        | .244  | .321     | .319     | .640  |
| 2023       | 義大 富邦  | 105   | 374   | 334   | 29    | 80    | 15       | 0        | 3        | 104   | 27    | 18    | 3        | 3     | 1     | 29    | 0     | 7     | 53    | 1        | .240  | .313     | .311     | .624  |
| 2024       | 義大 富邦  | 55    | 173   | 146   | 16    | 28    | 1        | 0        | 1        | 32    | 17    | 4     | 1        | 2     | 1     | 24    | 0     | 0     | 34    | 1        | .192  | .304     | .219     | .523  |
| MLB：1年   | MLB：1年   | 9     | 12    | 12    | 1     | 3     | 0        | 0        | 0        | 3     | 0     | 0     | 0        | 0     | 0     | 0     | 0     | 0     | 5     | 0        | .250  | .250     | .250     | .500  |
| CPBL：10年 | CPBL：10年 | 791   | 3148  | 2740  | 410   | 769   | 135      | 16       | 64       | 1128  | 340   | 109   | 25       | 16    | 29    | 291   | 5     | 72    | 482   | 51       | .281  | .361     | .412     | .773  |

- 2024年度シーズン終了時
- 各年度の太字はリーグ最高

### 表彰
MiLB
- オールスター・フューチャーズゲーム最優秀選手：1回 （2008年）

CPBL
- ベストナイン：1回（外野手部門：2016年）
- ゴールデングラブ賞：4回（外野手部門：2016年 - 2019年）
- 月間MVP：1回（野手部門：2016年10月）
- 台湾シリーズ最優秀選手：1回（2016年）

### 記録
MiLB
- オールスター・フューチャーズゲーム選出：1回 （2008年）

MLB
初記録
- 初出場：2012年4月14日、対タンパベイ・レイズ2回戦（フェンウェイ・パーク）、9回表にコディ・ロスに代わり中堅手で出場
- 初先発出場：2012年5月21日、対ボルチモア・オリオールズ4回戦（オリオール・パーク・アット・カムデン・ヤーズ）、9番・右翼手で先発出場
- 初安打：同上、8回表にトロイ・パットンから左前安打

CPBL
初記録
- 初出場・初打席：2015年8月14日、対Lamigoモンキーズ28回戦（桃園国際野球場）、8回表に藍少白の代打で出場、陳禹勳から中飛
- 初先発出場：2015年8月15日、対Lamigoモンキーズ29回戦（桃園国際野球場）、1番・中堅手で先発出場
- 初安打・初打点・初本塁打：同上、2回表に蘭斯佛から中越満塁
- 初盗塁：2015年9月13日、対中信兄弟35回戦（台中インターコンチネンタル野球場）、8回表に二盗（投手：伍鐸、捕手：陳家駒）

その他の記録
- オールスターゲーム出場：4回（2016年 - 2019年）

### 独立リーグでの打撃成績
| 年 度     | 球 団     | 打 率 | 試 合 | 打 席 | 打 数 | 得 点 | 安 打 | 二 塁 打 | 三 塁 打 | 本 塁 打 | 打 点 | 三 振 | 四 球 | 死 球 | 犠 打 | 犠 飛 | 盗 塁 | 長 打 率 | 出 塁 率 | 併 殺 打 | 失 策 |
| --------- | --------- | ----- | ----- | ----- | ----- | ----- | ----- | -------- | -------- | -------- | ----- | ----- | ----- | ----- | ----- | ----- | ----- | -------- | -------- | -------- | ----- |
| 2015      | 高知      | .230  | 34    | 141   | 122   | 18    | 28    | 2        | 0        | 2        | 3     | 20    | 18    | 1     | 0     | 0     | 1     | .295     | .333     | 3        | 1     |
| 通算：1年 | 通算：1年 | .230  | 34    | 141   | 122   | 18    | 28    | 2        | 0        | 2        | 3     | 20    | 18    | 1     | 0     | 0     | 1     | .295     | .333     | 3        | 1     |

### 背番号
- 67 （2012年 - 同年途中）
- 85 （2012年途中 - 同年終了）
- 24 （野球中華民国代表、2015年 - 同年5月）
- 1  （2015年8月12日 - ）

### 代表歴
- 2008年北京オリンピック野球チャイニーズタイペイ代表
- 2009 ワールド・ベースボール・クラシック・チャイニーズタイペイ代表
- 2010年アジア競技大会野球チャイニーズタイペイ代表
- 2013 ワールド・ベースボール・クラシック・チャイニーズタイペイ代表
- 2017 ワールド・ベースボール・クラシック・チャイニーズタイペイ代表
- 2019 WBSCプレミア12 チャイニーズタイペイ代表